# Capelaw Hill
Capelaw Hill är en kulle i Storbritannien.   Den ligger i kommunen City of Edinburgh och riksdelen Skottland, i den centrala delen av landet, 500 km norr om huvudstaden London. Toppen på Capelaw Hill är 454 meter över havet, eller 117 meter över den omgivande terrängen. Bredden vid basen är 3,0 km.
Terrängen runt Capelaw Hill är platt åt nordost, men åt sydväst är den kuperad.Runt Capelaw Hill är det tätbefolkat, med 286 invånare per kvadratkilometer. Närmaste större samhälle är Edinburgh, 8,7 km norr om Capelaw Hill. Trakten runt Capelaw Hill består i huvudsak av gräsmarker.